# ケネディ橋 (ニアメ)
ケネディ橋（ケネディばし、フランス語: Le Pont Kennedy、英語: Kennedy Bridge）はニジェール・ニアメ市内でニジェール川に架けられた橋。1970年に完成し、名称は1963年に死亡したアメリカ合衆国大統領・ジョン・F・ケネディに因んで名付けられた。全長710m（2,330フィート）。国道N6号が通っている。ニアメ近郊でニジェール川に架かる唯一の橋梁であり、この橋が完成したことで、ニアメ市内からニジェール川右岸への自動車での通行が可能となり、ニアメ市街地のニジェール川からさらに西への拡張を可能にした。

## 事件
1990年2月9日、ケネディ橋上でニアメ大学の学生と警官隊が衝突し、20人の民間人が死亡した。この事件はアリー・セブ将軍による軍政の寿命を縮める一因となった。